# Згваїа
Згваїа (груз. ზღვაია) — село в Грузії.
За даними перепису населення 2014 року в селі проживає 775 осіб.